# أتيليو تاس
أتيليو تاس (مواليد 7 يوليو 1957) هو مبارز بالسيف أرجنتيني، مثّل بلاده في الألعاب الأولمبية الصيفية 1984.

## روابط خارجية
أتيليو تاس على موقع أوليمبيديا (الإنجليزية)